# Frédéric et les siens à la bataille de Hochkirch
Frédéric et les siens à la bataille de Hochkirch est un tableau du peintre allemand Adolph von Menzel qu'il a terminé  entre 1850 et 1856. Cette peinture à l'huile sur toile était conservée à la Alte Nationalgalerie de Berlin avant d'être détruite lors de la Seconde Guerre mondiale.

## Histoire
Le sujet du tableau est la défaite prussienne lors de la bataille de Hochkirch le 14 octobre 1758. Il montre les troupes prussiennes repoussant désespérément l'attaque surprise autrichienne dans la nuit. Le roi Frédéric II est presque au milieu, galopant vers le spectateur et essayant d'organiser la résistance. Le choix du sujet a rencontré l'incompréhension du public contemporain, car l'issue défavorable de la bataille résultait du manque de prudence du roi de Prusse lors du choix du campement.
En 1905, Guillaume II donne à la paroisse de Hochkirch une reproduction du tableau.
L'original a probablement brûlé à la fin de la Seconde Guerre mondiale dans le bunker Friedrichshain de Berlin.

## Analyse
Dans sa représentation, Menzel s'écarte considérablement de la tradition de la peinture de bataille classique, qui exagère symboliquement le général au premier plan en tant que commandant de la bataille, tandis que des lignes de bataille anonymes défilent en arrière-plan. En revanche ici, au premier plan du tableau, les soldats occupent la place la plus importante. La grandeur historique du roi prussien ne pouvait pas être décrite de manière adéquate pour la critique contemporaine. Cependant, le réalisme et la monumentalité de l'œuvre, qui est présentée à l'Exposition universelle de 1867 de Paris, ont été salués.